# Josep Maria Artés i Tapiol
Josep Maria Artés i Tapiol (Barcelona, 1896-1989). Nom religiós del carmelità, escriptor i músic Lluís de Santa Maria.
Ordenat prevere el 1920, fou rector de diverses parròquies i mestre de capella de la catedral de Perpinyà i de la parròquia d'El Vendrell. Publicà alguns assaigs religiosos i musicològics, com el Novenari al Nen Jesús de Praga amb un nou meditacions inspirades en el sant Evangeli (1923) i l'Himno a la beata Teresita del Niño Jesús, amb text castellà i català (1923 i 1925). Fou precisament el primer traductor català de les obres de santa Teresa de Lisieux, amb una selecció de Cartes, consells i records i els seus cèlebres escrits autobiogràfics, apareguts dos anys després de la seva prematura mort, el 1881, amb títol d'Histoire d'une âme.